# Gullegem Koerse 2016
De 68e editie van de Belgische wielerwedstrijd Gullegem Koerse werd verreden op 31 mei 2016. De start en finish vonden plaats in Gullegem. De winnaar was Greg Van Avermaet, gevolgd door Yves Lampaert en Tosh Van Der Sande.

## Uitslag
| Gullegem Koerse 2016 |                     |                           |          |
| Plaats               | Naam                | Ploeg                     | Tijd     |
| Winnaar              | Greg Van Avermaet   | BMC Racing Team           | 3u42'16" |
| 2                    | Yves Lampaert       | Etixx-Quick Step          | z.t.     |
| 3                    | Tosh Van Der Sande  | Lotto-Soudal              | z.t.     |
| 4                    | Edward Theuns       | Trek-Segafredo            | 24"      |
| 5                    | Oliver Naesen       | IAM Cycling               | z.t.     |
| 6                    | Michael Van Staeyen | Cofidis Solutions Credits | z.t.     |
| 7                    | Gianni Vermeersch   | Verandas Willems          | z.t.     |
| 8                    | Tom Van Asbroeck    | Team Lotto NL-Jumbo       | z.t.     |
| 9                    | Enzo Wouters        | Lotto-Soudal              | z.t.     |
| 10                   | Wietse Bosmans      | Beobank-Corendon          | z.t.     |

1942 · 1943 · 1944 · 1945 · 1946 · 1947 · 1948 · 1949 · 1950 · 1951 · 1952 · 1953 · 1954 · 1955 · 1956 · 1957 · 1958 · 1959 · 1960 · 1961 · 1962 · 1963 · 1964 · 1965 · 1966 · 1967 · 1968 · 1969 · 1970 · 1971 · 1972 · 1973 · 1974 · 1975 · 1976 · 1977 · 1978 · 1979 · 1980 · 1981 · 1982 · 1983 · 1984 · 1985 · 1986 · 1987 · 1988 · 1989 · 1990 · 1991 · 1992 · 1993 · 1994 · 1995 · 1996 · 1997 · 1998 · 1999 · 2000 · 2001 · 2002 · 2003 · 2004 · 2005 · 2006 · 2007 · 2008 · 2009 · 2010 · 2011 · 2012 · 2013 · 2014 · 2015 · 2016 · 2017 · 2018 · 2019 · 2020 · 2021 · 2022 · 2023 · 2024